# ブルー・バイユー (映画)
『ブルー・バイユー』（Blue Bayou）は2021年のアメリカ合衆国のドラマ映画。監督・脚本・主演はジャスティン・チョン、共演はアリシア・ヴィキャンデルとマーク・オブライエンなど。国際的な養子縁組を背景に、アメリカにおける理不尽な現実を描いている。

## ストーリー
アントニオは韓国で生まれたが、3歳の頃にアメリカ人の家庭に養子として引き取られた。それ以来、アントニオはルイジアナ州のバイユー地帯で暮らしており、同地を故郷だと認識していた。アントニオの暮らしは決して楽なものではなかったが、愛する妻キャシーとその連れ子ジェシーのお陰で幸福なものではあった。ところが、そんなある日、アントニオは差別意識丸出しの警官に目をつけられ、そのまま身柄を拘束された。しかも最悪なことに、当局は30年以上前の養子縁組の書類に不備があることに目をつけ、アントニオを韓国へ強制送還するという決定を下した。
アントニオに与えられた選択肢は処分を受け入れるか、当局と裁判で争うかの2択であった。しかし、前者は心情的に受け入れられるものではなく、かと言って後者の道を行くだけの資金的余裕はなかった。アントニオは弁護士費用を稼ぐために仕方なく昔からの仲間とともにバイク屋に強盗に入るが、警察に目をつけられることになる。
アントニオがコミュニティにとって大事な存在であることを判事にアピールするために、聴聞会で養母に証言してもらう必要が出てくる。アントニオは亡き養父からの虐待を見て見ぬふりをしていた養母を憎んでおり、彼女に証言を頼むことを激しく拒絶する。養父母は既に亡くなっていると知らされていたキャシーは、養母の存在を隠していただけでなく、養母に証言を頼もうとしないアントニオに幻滅し、さらにアントニオが強盗を働いたことを知り、ジェシーを連れて実家に行ってしまう。アントニオは養母に証言を頼みに行くが、養母の態度は冷たい。一方、キャシーはアントニオとの子を出産し、2人は再会する。
アントニオの聴聞会の当日、アントニオとキャシーの友人だけでなく、キャシーの前夫エース（ジェシーの実父）と養母も姿を現す。しかし、時間になってもアントニオは姿を現さず、アントニオの強制送還が確定する。実はアントニオは、かねてより自分を目の敵にしている警察官でエースの相棒であるデニーらに激しい暴行を受けていたのである。その事実を知ったエースはデニーを手錠で拘束し、キャシーにその事実を知らせる。
アントニオが韓国に送還される日、キャシーはジェシーと生まれたばかりの娘を連れて空港に駆けつけ、アントニオとともに韓国に行くと告げる。その場に、ジェシーを連れ戻すためにエースがやってくるが、ジェシーの様子を見て考えを改め、ジェシーに別れを告げに来たと言う。そんなエースとジェシーの姿を見たアントニオはキャシーに残るように言う。韓国に行っても家もない状態なので、まず1人で先に行って準備をしてから呼び寄せる、それまで待ってくれと頼む。子どもたちのためというアントニオの言葉にキャシーは納得するが、ジェシーは堪えきれずに「行かないで」と泣き叫ぶ。そんなジェシーを抱きしめるアントニオは強引にジェシーと引き離されて連れられていく。
エンドクレジットでは、既に強制送還された、または強制送還に追い込まれている養子の事例が紹介される。

## キャスト
※括弧内は日本語吹替。
- アントニオ・ルブラン: ジャスティン・チョン（小松史法） - タトゥー彫師。
- キャシー・ルブラン: アリシア・ヴィキャンデル（行成とあ） - アントニオの妻。看護師。
- エース: マーク・オブライエン（國分和人） - キャシーの前夫。警察官。
- パーカー: リン・ダン・ファン - ベトナム難民の女性。余命わずか。
- ジェシー・ルブラン: シドニー・コワルスケ - キャシーとエースの娘。アントニオの継子。
- バリー・ブーシェ: ヴォンディ・カーティス＝ホール - 弁護士。
- デニー: エモリー・コーエン - エースの相棒の警察官。アントニオを目の敵にする。

## 製作
2019年10月14日、ジャスティン・チョンが監督と主演を兼任する新作映画にアリシア・ヴィキャンデル、エモリー・コーエン。マーク・オブライエン、リン・ダン・ファンが出演することになったと報じられた。同月、本作の主要撮影が始まった。2020年7月8日、ロジャー・スンが本作で使用される楽曲を手掛けるとの報道があった。

## 公開・マーケティング・興行収入
2020年7月2日、フォーカス・フィーチャーズが本作の配給権を購入したと報じられた。2021年7月13日、本作は第74回カンヌ国際映画祭の「ある視点」部門に出品され、プレミア上映を迎えた。14日、本作のオフィシャル・トレイラーが公開された。9月17日、本作は全米477館で封切られ、公開初週末に32万9840ドルを稼ぎ出し、週末興行収入ランキング初登場13位となっている。
当初、本作は2021年6月25日に全米公開される予定だったが、後に公開日は同年9月17日に延期された。

## 評価

### 批評家からの評価
本作は批評家から好意的に評価されている。映画批評集積サイトのRotten Tomatoesには110件のレビューがあり、批評家支持率は74%、平均点は10点満点で6.6点となっている。サイト側による批評家の見解の要約は「観客の心の琴線に触れようとしているのが露骨に感じられるかもしれない。しかし、出演者の見事な演技と真に感動的なストーリーのお陰で、『ブルー・バイユー』は無視するわけにはいかない作品に仕上がっている」となっている。また、Metacriticには28件のレビューがあり、加重平均値は58/100となっている。

### アダム・クラプサーからの告発
アダム・クラプサー（韓国から養子としてアメリカに渡った人物で、2016年に韓国に強制送還された）は「『ブルー・バイユー』の主人公、アントニオと自分の間には、強制送還時の年齢、理不尽に対して共に戦ってくれたパートナーが妊娠していたこと、養父から虐待された経験があることなどの共通項がある。従って、そのストーリーが自分の体験を基にしていることは明らかである。2017年にジャスティン・チョン監督が自分に接触してきた際、『アメリカ国民は貴方に何が起こったのかを知るべきだと思います』と言っていたこともその傍証となる。しかし、映像化に際して、製作サイドは私の同意を取り付けようとしたことはないし、エンドクレジットにも自分の名前はなかった」という趣旨の告発をした。その後、クラプサーの告発に呼応する形で、本作のボイコットを訴える運動も起きた。
こうした批判に対し、チョン監督は「『ブルー・バイユー』のストーリーは特定の1人の人物を基にしたものではなく、13人の当事者たちのインタビューから得た情報を基に書き上げたものである」という趣旨のコメントを発表している。